# محوطه درویش دره
محوطه درویش دره مربوط به دوره اشکانیان است و در شهرستان زنجان، بخش مرکزی، دهستان قلتوق، ۱/۶ کیلومتری شمال غرب روستای خاتون کندی واقع شده و این اثر در تاریخ ۱۸ اسفند ۱۳۸۷ با شمارهٔ ثبت ۲۵۳۳۸ به‌عنوان یکی از آثار ملی ایران به ثبت رسیده است.